# オルロック伯爵
オルロック伯爵（オルロックはくしゃく、英語: Count Orlok、ドイツ語: Graf Orlok、ルーマニア語: Contele Orlok、ハンガリー語: Orlok gróf）は、F・W・ムルナウの映画『吸血鬼ノスフェラトゥ』に登場する吸血鬼。ブラム・ストーカーの小説『吸血鬼ドラキュラ』に登場するドラキュラ伯爵を非公式に映像化したキャラクターであり、ドイツ人俳優のマックス・シュレックが演じている。ベリアルの末裔であるオルロック伯爵はドイツの港町ヴィスボルグにペストを蔓延させて混乱を引き起こす邪悪な存在として描かれ、最後は女性の自己犠牲によって滅ぼされる。
オルロック伯爵は伝統的なドラキュラ伯爵の描写とは異なり、主に東欧の民間伝承の吸血鬼に基づいた姿をしている。また、怪物としての側面を強調した外見のオルロック伯爵はドラキュラ伯爵とは別人格のキャラクターとして高い評価を得ており、複数のリメイク作品が製作されたほか、『死霊伝説』『バフィー 〜恋する十字架〜』『ブレイドシリーズ』といった映画やテレビドラマに登場する吸血鬼のデザインに大きな影響を与えている。

## 来歴
オルロック伯爵は「死の鳥」と称されるトランシルヴァニア出身の吸血鬼で、カルパティア山脈の一角に隠された広大な居城に一人で暮らしている。数世紀もの間、人々の記憶から忘れ去られた居城は荒廃し、周辺に住む農民たちは夜になると出没する亡霊や狼男を恐れ、日が沈んだ後は家に閉じこもり外出を避けている。
ビーダーマイヤー期を迎えた1838年のドイツ。オルロック伯爵は不動産業を営むノックを介して港町ヴィクボルグに新たな屋敷を探し始める。契約を結ぶため居城を訪れたノックの部下トーマス・ハッターを歓迎するが、夕食の際に彼が親指を切ってしまうと、オルロック伯爵は思わず流れる血を舐めようとして正体が露見しそうになる。何とかやり過ごしたオルロック伯爵は契約書にサインし、その際にトーマスの妻エレンの写真を見つけ興味を抱き、「綺麗な首をしている」と呟く。トーマスはオルロック伯爵の行動を不審に思い、やがて彼の正体に気付いたものの、部屋に乗り込んできたオルロック伯爵に襲われそうになる。しかし、エレンのテレパシーを察知したオルロック伯爵はトーマスを襲うのを止め、部屋を立ち去る。
翌朝、トーマスは土で満たされた棺の中で眠っているオルロック伯爵を発見する。その日の夕方、オルロック伯爵は土を詰め込んだ棺を馬車の荷台に乗せ、最後にからの棺の中に入りヴィスボルグに向けて出発する。オルロック伯爵の眠る棺は帆船エンプーサ号に積み込まれてトランシルヴァニアの地を離れ、エンプーサ号がヴィクボルグに到着する。しかし、オルロック伯爵は船員たちを皆殺しにした挙句、棺に紛れ込ませていたネズミを街に放ちペストを蔓延させる。ヴィスボルグが混乱状態に陥る中、街に戻ってきたトーマスから話を聞いたエレンは、彼が持ち帰った書物から、純情な乙女が美しさで吸血鬼を惑わすことで、吸血鬼を倒すことができることを知る。夜になるとエレンは部屋の窓を開け放ちオルロック伯爵を誘い込み、夜が明けるのを忘れて彼女の血を飲み続けたオルロック伯爵は、やがて日の光を浴びて煙となって消滅してしまう。

## キャラクター

### 名前
『吸血鬼ノスフェラトゥ』は、ブラム・ストーカーの小説『吸血鬼ドラキュラ』の非公式な映画化作品であり、登場キャラクターの多くが原作から名前を変更されている。ドラキュラ伯爵の名前も「オルロック伯爵（Count Orlok）」に変更されており、マテイ・カザクはルーマニア語の「ヴァルコラック＝吸血鬼」が名前の由来であると主張している。一方、デイヴィッド・アンヌン・ジョーンズはハンガリー語の「オルドッグ＝悪魔」に由来すると主張し、さらに「Orlok」はオランダ語の「oorlog＝戦争」の古風な言い回しであるとも指摘している。また、オルロック伯爵の綴りは「Orlok」のほかに「Orlock」「Orlac」「Orloc」がある。
しかし、『吸血鬼ノスフェラトゥ』の宣伝資料やF・W・ムルナウが注釈をつけた脚本では、この吸血鬼は「ノスフェラトゥ（Nosferatu）」と表記されているほか、後年製作されたリメイク作品では原作と同様に「ドラキュラ」と表記されることがある。1979年にヴェルナー・ヘルツォークが製作したリメイク作品では「ドラキュラ」と表記されているが、2023年と2024年に製作されたリメイク作品では「オルロック伯爵」と表記されたほか、『バンパイア・イン・ベニス』では「ノスフェラトゥ」と表記されている。

### 造形

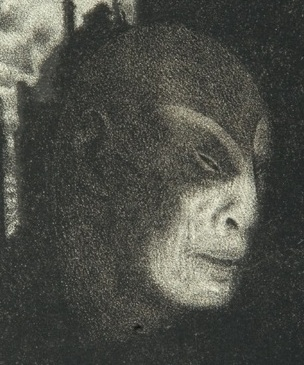
『ゴーレム』の挿絵

オルロック伯爵を生み出したのは、『吸血鬼ノスフェラトゥ』の製作会社プラナ・フィルムの創設者アルビン・グラウである。彼によると、第一次世界大戦のセルビア戦線に従軍した際に出会った農夫から「自分の父親は吸血鬼である」と聞かされたことが『吸血鬼ノスフェラトゥ』を製作するきっかけになったという。
キャラクターの外見は、フーゴ・シュタイナー＝プラークが描いたグスタフ・マイリンクの小説『ゴーレム』の挿絵に強い影響を受けている。また、アルビン・グラウが従軍中に塹壕で目にした死体からインスピレーションを受けた可能性も指摘され、「災いの元凶」として塹壕内で忌避されていたネズミと強い結びつきが描かれており、さらに濃い霧に包まれながら登場する姿は戦争中に使用された毒ガスを想起させるなど、「オルロック伯爵＝戦争」のイメージが強く押し出されている。このほか、物語の中ではエノク語や錬金術のシンボルなどを織り交ぜた手紙で配下のノックに指示を出している。
オルロック伯爵を演じたのはマックス・シュレックであり、第一次世界大戦への従軍経験が役作りに影響を与えたことが指摘されている。また、アルビン・グラウの日記によると、メイクアップしたマックス・シュレックは撮影現場のスロバキア人スタッフから「敬遠」されていたという。『吸血鬼ノスフェラトゥ』ではオルロック伯爵が日光を強く忌避する設定になっている。従来の吸血鬼にも日光を避ける描写があったものの、「日光を浴びると消滅する」といった致命的な弱点として描写されたのは『吸血鬼ノスフェラトゥ』が初めてである。

## ドラキュラ伯爵との相違点

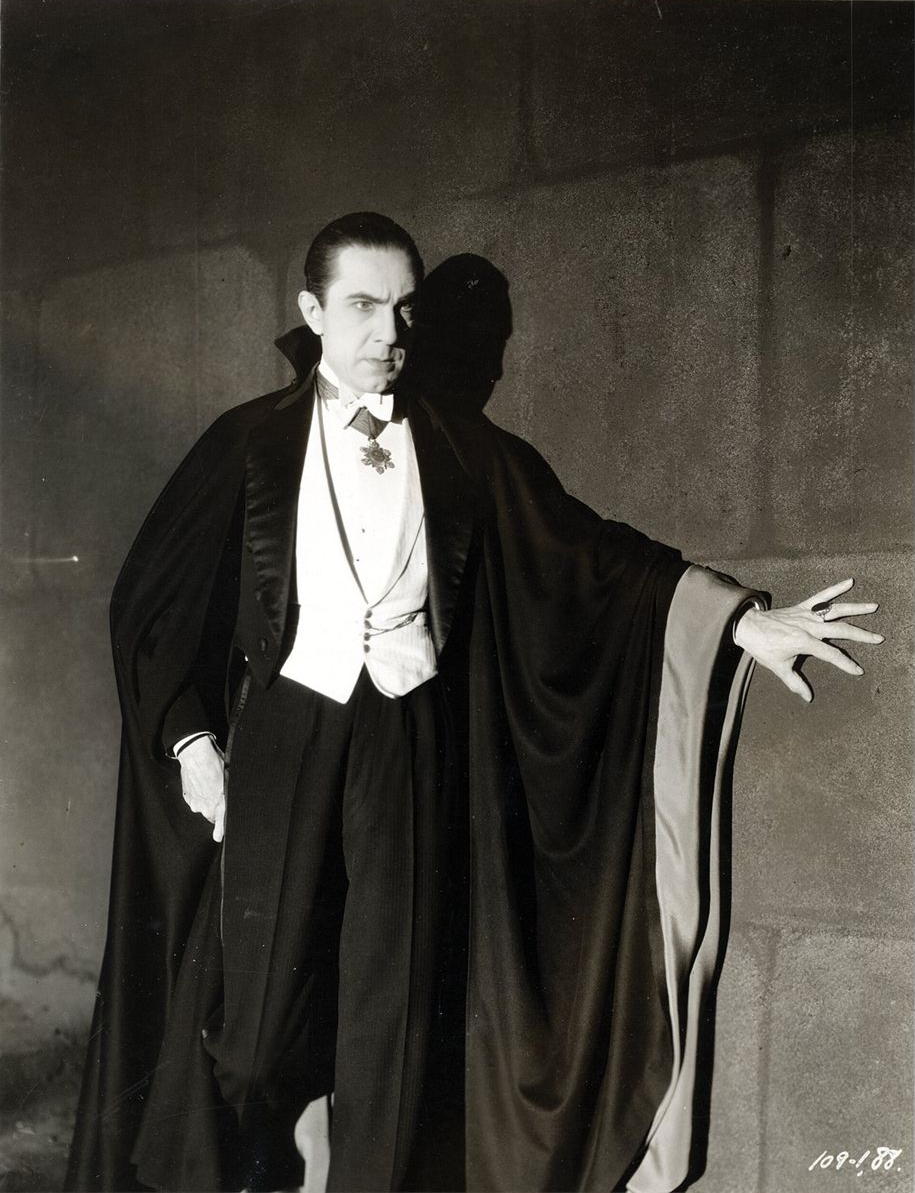
『魔人ドラキュラ』でドラキュラ伯爵を演じるベラ・ルゴシ

『吸血鬼ノスフェラトゥ』に登場する架空の書籍『Of Vampyres, Ghastly Spirits, Witchcraft, and the Seven Deadly Sins』によると、オルロック伯爵は「黒死病の死者を埋葬した墓地の土で満たされた棺の中で生きる吸血鬼」と説明されている。また、この本ではオルロック伯爵は「ベリアルの種」と称される悪魔の末裔であり、疫病とも関連付けられている。これについてデイヴィッド・アンヌン・ジョーンズは「ドラキュラ伯爵と正反対の存在」と指摘している。オルロック伯爵は人間でもアンデッドでもなく、悪魔の末裔であるクリーチャーとして描かれ、棺の中で過ごす理由も「日光から身を守るため」「配下のネズミを運びやすくするため」とされている。また、ドラキュラ伯爵のような高貴な生まれでもなく、花嫁やジプシーの配下のような人間味を感じさせるような対人関係も描かれず、ヒロインであるエレン・ハッターに執着する姿が描かれるのみである。さらにデイヴィッド・アンヌン・ジョーンズはオルロック伯爵とドラキュラ伯爵の相違点について、次のように指摘している。
| 「 | 全身や身体の一部を透明化する能力や、動物と意思疎通したり動物に変身できる能力は共通しているものの、ドラキュラ伯爵の持つ魔法的な側面はエノク魔術や呪文といった要素に置き換えられている……血を強く欲するという要素以外のあらゆる点において、オルロック伯爵はブラム・ストーカーの吸血鬼というよりもロマン・ポランスキーの『ローズマリーの赤ちゃん』、ウィリアム・フリードキンの『エクソシスト』、リチャード・ドナーの『オーメン』といった作品の悪魔的な存在に極めて近い。 | 」 |

J・ゴードン・メルトンは、オルロック伯爵は「ドラキュラ伯爵よりも、民間伝承における吸血鬼の描写に近い」と指摘しており、禿頭、くちばし状の鼻、くぼんだ目、尖った耳、鋭利な爪を特徴とした「徹底的に嫌悪感を抱かせる外見」をしている。オルロック伯爵の牙は口の前に位置しており、犬歯というよりもネズミの歯を思わせる配置になっている。また、歩くスピードも遅く不格好な歩き方をしており、さらに黒いロングコートとタイトなパンツを履いているが、これについてアントン・カエスは「骸骨のような四肢を葬祭用の衣服に無理矢理詰め込んだような印象を受ける」と指摘している。オルロック伯爵はドラキュラ伯爵のような気品や魅力に欠け、しばしば奇妙な行動をとることが多く、特に出会ったばかりのトーマス・ハッターに対する振る舞いは、社会的な存在価値を喪失した東欧の老貴族を想起させる。こうした描写によって、オルロック伯爵は人間との類似性を極限まで排除され、観客が彼に共感することを阻む効果をもたらしている。物語の中ではオルロック伯爵が変身する姿は明確に描写されていないが、ドラキュラ伯爵と同様に壁をすり抜けることが可能である。また、黒死病と強い結びつきが描かれた点は、吸血鬼が伝染病をもたらす存在として恐れられていた吸血鬼伝説との関連を示すものとなっている。このほか、ドラキュラ伯爵との相違点として影を持ち、鏡にも姿が映ることが挙げられている。

## 風刺的側面

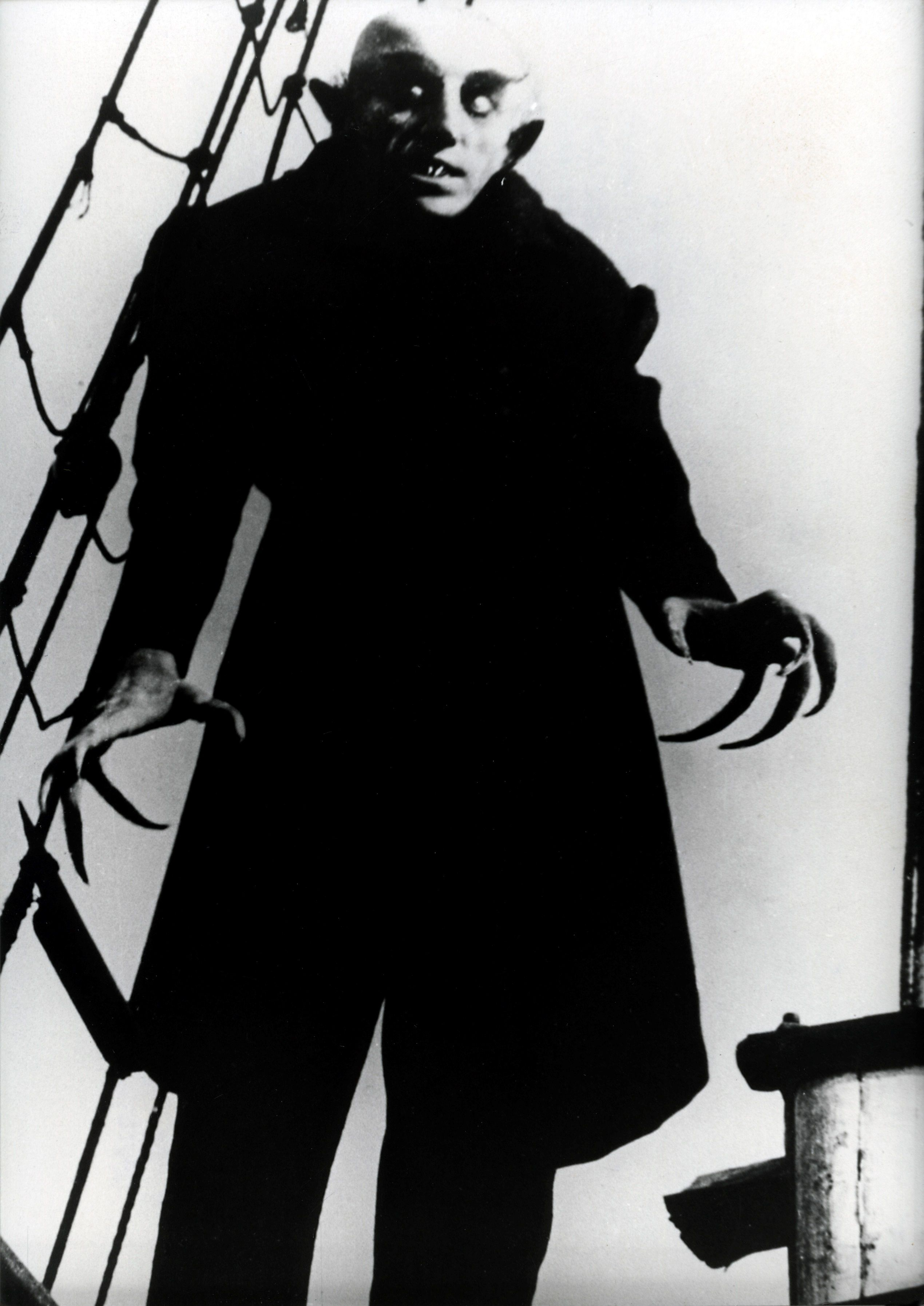
オルロック伯爵を演じるマックス・シュレック

ジークフリート・クラカウアーは著書『カリガリからヒトラーへ-ドイツ映画1918-33における集団心理の構造分析』において、オルロック伯爵をアッティラに匹敵する「神の怒り」であると指摘し、「この時代のドイツの想像力が、その起点に関係なく、まるで愛憎の下に強制されるかのように、常々このようなキャラクターに魅かれていたことは、とても重要なことだ」と記している。また、マテイ・カザクはオルロック伯爵によるヴィスボルグ征服の企みをヴィルヘルム2世による対外進出の野望と比較しつつ、「少なくとも、この吸血鬼には愛を経験するという慰めがあった」と指摘している。このほか、アントン・カエスはオルロック伯爵が血を求める姿は「商業における不安定な領域ではなく、永遠なる価値への愛」を表しており、こうした描写はインフレと多文化緊張の時代を生きる観客の心に響くものだっただろうと指摘している。また、アントンはオルロック伯爵を東部戦線から帰還したシェルショックに苦しむ退役軍人と関連付けて言及しており、さらにオルロック伯爵はトーマス・ハッターのトラウマの擬人化であり、彼の私生活に入り込んでエレンの愛を奪い合う存在とも指摘している。
複数の作家は、オルロック伯爵の外見を『吸血鬼ノスフェラトゥ』が製作された時代におけるユダヤ人のステレオタイプの風刺画と指摘している。また、オルロック伯爵にはネズミを思わせるような特徴が付与されているが、ネズミはしばしばユダヤ人と同一視される動物である。J・ホバーマンはオルロック伯爵の行動について「血の中傷と、14世紀にラインラント全域でポグロムが発生してユダヤ人が絶滅寸前に追い込まれる原因となった"ユダヤ人が井戸に毒を流した"という告発の両方を想起させる」と指摘している。一方、オルロック伯爵と反ユダヤ主義的なステレオタイプ描写との関連付けは、意図されて描かれたものではないと主張する作家もおり、この根拠としてF・W・ムルナウが『吸血鬼ノスフェラトゥ』に出演していたユダヤ人俳優を保護した点や同性愛者であった点が挙げられ、「彼は大きなドイツ社会の中のサブグループへの迫害に対して、おそらくより敏感であっただろう」と指摘されている。

## 評価
オルロック伯爵は、他作品に登場する吸血鬼よりも怪物的であるとして高い評価を得ており、『ヴァルチャー』は「名実ともにドラキュラ映画の決定版である『吸血鬼ノスフェラトゥ』は、シュレックが演じたオルロック伯爵の恐ろしさもあり、映画史上最も重要で影響力を持つ映画の一つである。不格好に歩く身体、コウモリのような耳、カールした爪など、オルロック伯爵は100年経った現在でも力強く不穏な悪役として君臨し続けている」と批評している。また、ロジャー・イーバートはマックス・シュレックの演技について「すべての演技の妨げになるような芝居がかった演出のほとんどが避けられている……この吸血鬼は華やかな俳優ではなく、恐ろしい呪いに苦しむ男として映るはずだ」と絶賛し、キム・ニューマンも同様に「シュレックが演じる吸血鬼は、まさに悪夢のような存在だ」と絶賛している。一方、アンドレ・ジッドは「登場人物たちを欺く存在として、オルロック伯爵は怪物的過ぎるキャラクターだ」と批判し、モルダント・ホールも同様に「ノスフェラトゥを演じたマックス・シュレックの動作は、リアルな存在感を演出するにしても、わざとらし過ぎる」と批判している。

## リメイク作品の描写

### クラウス・キンスキー

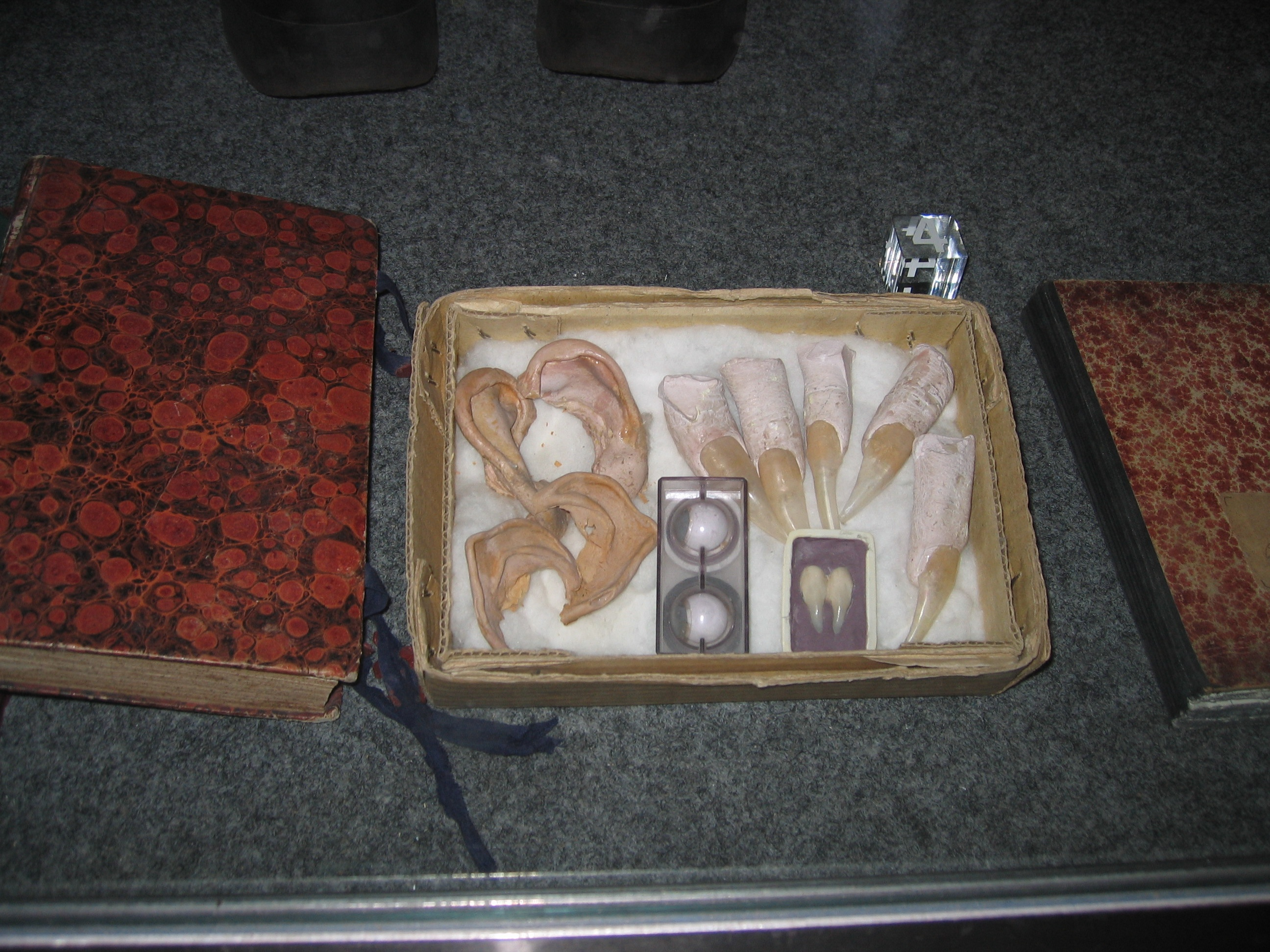
『ノスフェラトゥ』でクラウス・キンスキーが使用した義肢装具（デュッセルドルフ映画博物館所蔵）

1979年にヴェルナー・ヘルツォークが手掛けたリメイク映画『ノスフェラトゥ』が公開された。同作ではクラウス・キンスキーがオルロック伯爵を演じているが、キャラクターの名前は「ドラキュラ伯爵」に変更され、オリジナル版と異なり影を持たず鏡にも姿が映らないなど、原作のドラキュラ伯爵の要素が強く反映されている。ヘルツォークは同作のオルロック伯爵について「怪物ではないが、アンビバレントで優れた変革の力を持つ存在だ。街にペストの脅威が迫ると、人々はブルジョワの証である財産を路傍に投げ捨ててしまう。そこで、生命とその意味について再評価が行われるのだ」と語り、一方のキンスキーは「彼は自由な意志を持たない男だ。彼は選択することができず、また止めることもできない。彼は悪の化身ではあるが、同時に愛に苦しむ男でもある。そうすることで、よりドラマティックに、より諸刃の剣のような存在になるだろう」と語っている。キンスキーのメイクアップはオリジナル版におけるマックス・シュレックのメイクアップを参考にしており、日本人アーティストのレイコ・クルックが手掛けている。彼女のメイクアップ作業は4時間を要したが、キンスキーは不機嫌になることなくメイクアップに付き合っていたという。
キンスキーの演技についてロジャー・イーバートは「ヘルツォークの吸血鬼には一切の親しみやすさがなく、クラウス・キンスキーは自我を抑えて演じている……彼は吸血鬼のシリアスさに敬意を表している。吸血鬼が実在するなら、こう見えるに違いない」と絶賛しており、ファビオ・ジョヴァンニーニも「間違いなく、彼は映画史上最も嫌悪感を抱かせる吸血鬼である」と高く評価している。一方、デイヴィッド・アンヌン・ジョーンズは「キンスキーの吸血鬼はオリジナル版のオルロック伯爵にある悪魔的な側面を抑え、自らの高貴な血統を誇り、犠牲者から吸血鬼を生み出す能力を持つなど、よりドラキュラ伯爵に近付こうとしている」と指摘している。また、サイモン・ベーコンはキンスキーとシュレックの演技を以下のように比較している。
| 「 | キンスキーのドラキュラ伯爵は、シュレックの吸血鬼の獣性（目に見えて古臭く、人間離れした姿）を基盤にしているだけではなく、1970年代におけるニュー・ジャーマン・シネマの内省的な雰囲気に則り、彼の人格に厭世観と憂鬱さを加味している。シュレックの動作は、彼を取り巻くゴシック建築を映し出すかのように硬くアーチを描いているのに対して、キンスキーの姿は内側から締め付けられているかのように丸みを帯び、その動作は全体的に緩慢で苦しげに見える。 | 」 |

1988年に公開された『バンパイア・イン・ベニス』でもキンスキーが吸血鬼を演じており、処女の女性と愛し合うことで死を求めるバイロニック・ヒーローとして描かれている。同作では吸血鬼は「ノスフェラトゥ」と呼ばれ、日中でも外を出歩き、鏡にも姿が映り十字架を恐れないなど、吸血鬼伝説の革新が行われている。キンスキーは役作りのために頭髪を剃り、牙を付けることを拒否していたが、いくつかのシーンでは妥協してネズミのような牙を付けて撮影の臨んでいる。同作におけるキンスキーの演技について、マシュー・エドワーズは「キンスキーはサディスティックな吸血鬼を、周囲の人間に対する冷笑的な嫌悪感をもって演じている」と批評し、ロベルト・クルティは「キンスキーの演技は映画を沈殿させる」と批評している。

### ダグ・ジョーンズ
2023年に公開された『ノスフェラトゥ』ではダグ・ジョーンズがオルロック伯爵を演じている。彼はオルロック伯爵について、「オルロック伯爵は、自分がどれだけ老いた存在なのか気付いていないのです。心の中では、彼はいつまでも颯爽とした伯爵のままで、その二面性に私は魅了されたのです」と語っている。メイクアップは顔と手のみだったが、完成まで4時間を擁しており、ジョーンズはオルロック伯爵を演じることについて「人間から離れれば離れるほど、演じることは一層難しくなるのです……オルロック伯爵の人間性はそこにあるものの、幾重にも重なる苦しみと飢えの下に埋もれているのです。本物の演技とは、欲望、後悔、恐れ、そういったものから生まれるのです」と語っている。また、監督のデヴィッド・リー・フィッシャーはオルロック伯爵の描写についてキンスキーの演技から離れ、オリジナル版の描写に近付けようと意図したものだと語っている。
ジョーンズの演技について、『コライダー』のタリン・ガハティは「肉体的な演技と義肢装具、そして視覚効果を見事に融合させている」と称賛しており、一方の『Eye For Film』のジェニー・カーモードは「彼はマックス・シュレックのような不気味な空気感を捉えるようなカリスマ的な魅力に欠け、映画自体もクラウス・キンスキーのように観客を引き付けることもできていない」と批評している。

### ビル・スカルスガルド
2024年にロバート・エガースが手掛けた『ノスフェラトゥ』ではビル・スカルスガルドがオルロック伯爵を演じ、同作では不死を求めてサタンと契約を交わした黒魔術師と設定されている。当初、スカルスガルドはトーマス・ハッター役のオーディションを受けていたが、『IT/イット THE END “それ”が見えたら、終わり。』のペニーワイズ役の演技を見たエガースの判断でオルロック伯爵役に起用された。エガースは製作に際し、従来の吸血鬼の描写から距離を置き、民間伝承における吸血鬼の描写に重点を置くことを心掛け、その結果オルロック伯爵は「張り裂けるような大声を出す巨漢。吸血鬼というよりもアンデッドなトランシルヴァニア貴族」という姿になったが、一部（鋭い爪や立ち姿、頭部の形）ではオリジナル版の描写も踏襲している。メイクアップはデービッド・ホワイトが手掛け、オルロック伯爵の肌の色は17世紀から18世紀の蝋人形を参考している。また、オルロック伯爵の外見はドラキュラ伯爵の名前のモデルとされているヴラド・ツェペシュのイメージを取り入れており、これについてエガースは「これまでのドラキュラやノスフェラトゥが、16世紀の正真正銘のトランシルヴァニア系ハンガリー人貴族の装束で登場するのは本作が初めての試みでしょうね」と語っている。さらに衣裳デザイナーのリンダ・ミューアは1560年から1600年代半ばにかけてのトランシルヴァニア軍の装束を参考にドルマン、毛皮のコート、カルパックをオルロック伯爵の衣装に取り入れている。このほか、スカルスガルドは声をデジタル加工することを避け、オペラ歌手のアスゲルズル・ユニスドッティルの指導を受けて声域を下げるトレーニングを行い、トゥヴァ喉歌を取り入れている 。さらにエガースはオルロック伯爵が古代ルーマニアの貴族であることを示すため、彼がダキア語を話すシーンを描いている。オルロック伯爵の居城のデザインについて、美術監督のクレイグ・ラスロップは城内の家具を極力排することで亡霊が出没するような雰囲気を演出し、彼が思い描く「病んだ」空気のイメージに合致したコルヴィン城が居城のロケ地に採用された。また、オルロック伯爵の棺にはソロモン魔術の紋章とダキア人の意匠が描かれている。
スカルスガルドの演技について、ピーター・ブラッドショーは「不明瞭で近づきがたい陰惨さがあるが、期待されたほどの恐ろしさは感じられなかった」と批評しており、マット・ゾラー・サイツは「これまでのスカルスガルドの演技の中で最高傑作だ。演技とは思えず、まるで墓から掘り起こされてカメラの前に置かれた、忌まわしいが奇妙なまでに魅力的な猥褻さだ。観客は、きっと腐敗臭を感じるはずだ」と絶賛している。また、ウェスリー・モリスは「多くのドラキュラ伯爵を演じた俳優は、肉体的な男性として認識できる。だが、オルロック伯爵の中に俳優の姿を見出すことはできない。スカルスガルドは怪物の中で見事にその男を演じている。彼がこれまでのキャリアでどれだけの悪魔やブギーマンを演じてきたのかは知らないが、彼はドゥームスクローラーのロン・チェイニーになるかも知れない」と批評している。

## 大衆文化への影響
オルロック伯爵がエレンの写真を見て魅了されるシーンや、エンプーサ号で棺の中からびっくり箱形式で姿を現すシーンは強い印象を与え、これらの描写は後年のドラキュラ映画でも取り入れられている。
1979年に公開された『死霊伝説』に登場する吸血鬼カート・バーロウの外見は、オルロック伯爵をイメージしている。また、『バフィー 〜恋する十字架〜』『ブレイドシリーズ』では従来描かれてきた吸血鬼と共にオルロック伯爵も登場しており、これについてサイモン・ベーコンは「彼はバフィー・アン・サマーズやブレイドと触れ合い人間味を増していく吸血鬼たちとは対照的に、恐ろしい敵として描かれた。これは、まさに神話の根底にある怪物性への回帰と言えるだろう」と指摘している。このほか、『ネメシス/S.T.X』のレムス人など吸血鬼以外のクリーチャーのデザインにも影響を与えている。
1991年から1992年にかけて刊行されたマーク・エリスのコミックシリーズ『Nosferatu: Plague of Terror』では現代を舞台にしており、オルロック伯爵のバックストーリーが描かれている。同作におけるオルロック伯爵は11世紀に吸血鬼となり殺された後、城に封印されたカルパティア貴族として登場し、十字軍の騎士によって復活を遂げる設定になっている。復活したオルロック伯爵は歴史の中で大混乱を引き起こし、最終的にブルックリン区で生命を断たれることになる。
2002年には『スポンジ・ボブ』のエピソード「恐怖の深夜勤務」に「ノスフェラトゥ」の名前で登場した。当初、ジェイ・レンダーは「床板ハリー」というオリジナルキャラクターを登場させるつもりだったが、彼が幼少のころに読んでいた『Famous Monsters of Filmland』で初めて目にしたオルロック伯爵をオマージュとして代わりに登場させたという。『Polygon』のジェームズ・グレービーは「『吸血鬼ノスフェラトゥ』よりも、『スポンジ・ボブ』のエピソードでオルロック伯爵を初めて知ったという人が多い可能性は十分に考えられる」と指摘し、ロバート・エガースも同様の指摘をしている。その後に放送された複数のエピソードにもノスフェラトゥは登場し、スピンオフ作品『キャンプ・コーラル:スポンジ・ボブのアンダーイヤー』のシーズン2には「キッドフェラトゥ（Kidferatu）」という息子が登場するエピソードがある。